# گمینا گوجانوو
گمینا گوجانوو (به لهستانی:  Gmina Godzianów) یک گمینا در لهستان است که در شهرستان اسکرینه‌ویتسه واقع شده‌است. گمینا گوجانوو ۴۴٫۰۶ کیلومتر مربع مساحت و ۲٬۷۰۹ نفر جمعیت دارد.